# Al borde del abismo (película de 2024)
Al borde del abismo (título original en inglés: Find Me Falling) es una película de comedia romántica de 2024 escrita y dirigida por Stelana Kliris. Está protagonizada por Harry Connick Jr. como una estrella de rock estadounidense que se toma un descanso de su carrera para vivir en una casa remota cerca de un acantilado en Chipre, que descubre que es un punto de suicidio. El elenco también incluye a Agni Scott, Ali Fumiko Whitney y Clarence Smith.
La película fue estrenada por Netflix el 19 de julio de 2024.

## Reparto
- Harry Connick Jr. como John[2]
- Agni Scott como Sia
- Ali Fumiko Whitney como Melina
- Tony Demetriou como Capitán Manoli
- Angeliki Philippidou como Marikou
- Lea Maleni como Koula
- Athina Roditou como Anna
- Clarence Smith como Jimmy

## Producción
La película tenía el título provisional de The Islander. El rodaje se realizó en Chipre de mayo a noviembre de 2022, y tuvo lugar en Pegeia y Nicosia.

## Estreno
Find Me Falling se estrenó en Netflix el 19 de julio de 2024.

## Recepción
Find Me Falling recibió en reseñas generalmente mixtas de parte de la crítica y de la audiencia. En el sitio web especializado Rotten Tomatoes, la película posee una aprobación de 41%, basada en 29 reseñas, con una calificación de 5.1/10, y mientras que de parte de la audiencia tiene una aprobación de 68%, basada en más de 250 votos, con una calificación de 3.7/5.
El sitio web Metacritic le dio a la película una puntuación de 50 de 100, basada en 7 reseñas, indicando "reseñas mixtas o promedios". En el sitio IMDb los usuarios le asignaron una calificación de 6.3/10, sobre la base de más de 9800 votos, mientras que en la página web FilmAffinity la cinta tiene una calificación de 4.8/10, basada en 322 votos.